# Narciso Binayán Carmona
Narciso Binayán Carmona (Buenos Aires - 24 de setembre de 1928 - Buenos Aires, 1r de desembre de 2008) va ser un historiador, genealogista i periodista argentí d'origen armeni.

## Biografia
Va ser fill del professor Narciso Binayán Pérez (1896-1970), que va ser fundador i president de la Societat d'Història Argentina i autor de nombrosos treballs històrics, i de Lola Carmona Zinny.
Va ser membre de l'Institut Argentí de Ciències Genealògiques, de la Junta Sabatina d'Especialitats Històriques, de l'Institut Argentí Gallec de Ciències Històriques i Genealògiques, de l'Acadèmia Paraguaiana de la Història, i de la Reial Acadèmia Matritense d'Heràldica i Genealogia, entre d'altres.
Va guanyar el Premi Castañeda de l'Institut Internacional de Genealogia i Heràldica de Madrid el 1981 pel seu treball La turmentada història del primer llibre de genealogia criolla. Va ser condecorat amb la Creu d'Or al Mèrit de Polònia, i amb l'Ordre de Sant Sahag i Sant Mesrob, atorgada pel Catolicós de tots els armenis. També va ser guanyador del Premi Santa Clara d'Assís per la seva trajectòria. Va ser igualment Acadèmic Honorari de l'Acadèmia Costarriquenya de Ciències Genealògiques.
Binayán Carmona va ser periodista del diari La Nación des de l'any 1960. Allí va ser l'autor de la columna Hipòtesi de Conflicte des del 1997 fins al 2003. Va visitar més de 100 països, incloent gairebé tot Europa, Àfrica, Amèrica, i països d'Àsia i Oceania.
Narciso Binayán Carmona va morir a la ciutat de Buenos Aires als 80 anys. Les seves restes van ser cremades i descansen al panteó familiar del Cementiri de la Recoleta.

## Selecció d'obres
És autor de diversos llibres:
- Furlong, Guillermo. «Historia de la casa de la independencia». A: El Congreso de Tucumán (en castellà).  Buenos Aires: Theoria, 1966. «Autor del capítol del llibre»
- Entre el pasado y el futuro. Los armenios en la Argentina (en castellà), 1996. ISBN 950906761X.
- Historia genealógica argentina (en castellà).  Buenos Aires: Emecé, 1999. ISBN 9500420589.
- Dieciséis estudios genealógicos (en castellà).  Buenos Aires: Armerías, 2002. ISBN 9872034001.

És a més autor de diversos articles sobre temes històrics i genealògics:
- La iglesia Oriental en la Argentina (1969),
- La atormentada historia del primer libro de genealogía criolla (1981),
- La genealogía en el Africa negra (1982),
- La familia de los Incas (1992).